# Sandalia
Sandalia is een geslacht van weekdieren uit de klasse van de Gastropoda (slakken).

## Soorten
- Sandalia bridgesi Lorenz, 2009
- Sandalia meyeriana (Cate, 1973)
- Sandalia triticea (Lamarck, 1810)